# Riquelme (brazylijski piłkarz)
Riquelme Rodrigues Mendes (ur. 2 października 2002 w São Paulo) – brazylijski piłkarz występujący na pozycji defensywnego lub środkowego pomocnika, od 2024 roku zawodnik słowackiego ŠTK Šamorín.